# محافظة سميراء
محافظة سميراء هي إحدى محافظات منطقة حائل في السعودية، وعاصمتها الإدارية مدينة سميراء.

## نبذة
تقع محافظة سميراء جنوب شرق منطقة حائل وتبعد عن مدينة حائل حوالي 132 كم.

## السكان
بلغ عدد سكان محافظة سميراء (19,563) نسمة حسب تعداد السعودية 2022، عدد السعوديين (15,638) نسمة، وعدد غير السعوديين (3,925) نسمة.

## المراكز والقرى التابعة
تضم المحافظة عدداً من المراكز والقرى والهجر، منها:
- غسل
- كتيفة
- الجابرية
- العظيم
- غمره
- المضيح
- عقلة ابن طوالة
- عقلة بن داني
- الصفراء
- مشاش بن جازي
- الرفائع
- وسيط
- حريد
- الغانمية
- مرّان
- بدائع الصفران
- السمار
- الجندلية